# Гречаніна Олена Яківна
Гречаніна Олена Яківна (нар. 29 листопада 1935, Харків, СРСР) — фахівець у галузі медичної генетики, член-кореспондент АМН України, доктор медичних наук, професор, Лауреат Державної премії України в галузі науки і техніки, академік екологічної академії України, експерт Національної комісії з радіаційного захисту населення .

## Наукова діяльність
У 1959 році закінчила Харківський медичний інститут, до 1962 року працювала лікарем-акушером-гінекологом Сєвєродонецького медичного об'єднання.
У 1965 році закінчила аспірантуру кафедри акушерства і гінекології Харківського медичного інституту і залишилася працювати на цій кафедрі асистентом (до 1984 року). Під час роботи на кафедрі, в Санкт-Петербурзі здобула другу спеціальність — клінічну генетику. У цьому році було відкрито першу в Україні лабораторію клінічної генетики на базі акушерської клініки на чолі з О.Я. Гречаніної.
Олена Яківна вдосконалювала допологову діагностику, а з появою ультразвукових апаратів у 1979 році, однією з перших оволоділа ультразвуковою пренатальною діагностикою та впровадила морфологічну соматогенетичну оцінку внутрішньоутробного плода за допомогою ультразвуку.
У 1979 році лабораторія клінічної генетики була реорганізована у медико-генетичну консультацію, де й надалі розвивалася генетична наука — з’явилися удосконаленні моделі структури медико-генетичної допомоги населенню, інвазивні, неінвазивні та імуноферментні методи діагностики вроджених вад розвитку плода, клінічна цитогенетика.
У 1980 році Олена Яківна спільно з програмістами створила програму для жіночих консультацій міста Харкова, за допомогою якої проводили генетичні обстеження.
З 1984 по 1989 роки — завідувач медико-генетичної консультації обласної клінічної лікарні Харкова.
З 1989 по 1993 рік — зав. кафедри медичної генетики та  ультразвукової діагностики Українського інституту удосконалення лікарів, створеної з ініціативи О.Я. Гречаніної у 1989 році.
У 1991 році захистила дисертаційну роботу на здобуття наукового ступеня доктора медичних наук. Вчене звання професора отримала у 1992 році.
З 1993 по 2000 рік працювала у Харківській медичній академії післядипломної освіти, будучи проректором з навчальної роботи і займаючи посаду зав. кафедри клінічної генетики та ультразвукової діагностики.
З 2000 по 2015 роки — завідувач кафедри медичної генетики ХНМУ, директор українського інституту клінічної генетики ХНМУ.
З 2015 року — професор кафедри медичної генетики ХНМУ.
З 2000 по 2014 рік — генеральний директор Харківського спеціалізованого медико-генетичного центру.
У 2003 році обрана член-кореспондентом НАМН України за спеціальністю «Медична генетика».
Основні напрями наукової діяльності: медико-генетичне консультування; метаболічні спадкові захворювання; мітохондріальні хвороби; пренатальна діагностика природжених вад розвитку та скелетних аномалій; лікування, диспансеризація та реабілітація хворих із спадковою патологією; первинна профілактика природженої та спадкової патології. Вперше розробила і втілила в життя програму неонатального скринінгу, допологове виховання дитини, діагностику гамартрозів, мітохондріальних та гетерохроматинових хвороб; систему первинної профілактики генетичних дефектів — прекнцепційну профілактику; розробила систему діагностики природжених вад розвитку ще до народження дитини; розробила і втілила в життя напрями інтеграції медицини і генетики, оцінку плоду як частини родини; заснувала Харківську школу клінічних генетиків.
Автор більш ніж 500 наукових публікацій, в тому числі 7 монографій, 28 методичних рекомендацій, 10 авторських свідоцтв, 17 патентів і 22 раціоналізаторських пропозицій. Підготувала 3 докторів та 24 кандидати медичних наук. Головний редактор журналу «Ультразвукова пренатальна діагностика», член редакційних рад ряду фахових журналів України та Росії.

## Основні наукові праці
- «Актуальні питання діагностики в клінічній генетиці» (1995).
- «Атлас ультразвуковой пренатальной диагностики» (1998).
- «Генетика репродуктивних втрат» (2003).
- «Проблемы клинической генетики» (2003).
- «Медична генетика» (2004).

## Громадська діяльність
- Голова правління Національного фонду соціального захисту матерів та дітей «Україна — дітям Харківщини».
- Президент Харківської регіональної громадської Асоціації фахівців-генетиків та родин дітей, хворих на фенілкетонурію.
- Президент Харківської міської асоціації лікарів ультразвукової діагностики в пренаталогії та гінекології.
- Президент Асоціації фахівців-генетиків та родин дітей, хворих на лізосомні хвороби накопичення.
- Президент Асоціації фахівців-генетиків та родин дітей, хворих на муковісцидоз.
- Голова обласної спілки медичної генетики.
- Заступник голови Українського товариства медичних генетиків.
- Представник Національного Фонду «Україна — дітям».
- Голова Наглядової Ради Харківського обласного благодійного Фонду «Майбутнім поколінням».
- Член Американського Інституту «Ультразвук в медицині».
- Почесний член Міжнародної спілки вроджених порушень метаболізму.

25 жовтня 2015 р. обрана депутатом Харківської обласної ради VII скликання. Член Постійної комісії з питань соціальної політики, охорони здоров'я, реабілітації учасників бойових дій та АТО при Харківській обласній раді.

## Відзнаки та нагороди
- Лауреат Державної премії України в галузі науки і техніки (1997).
- Заслужений діяч науки і техніки України (2006).
- Почесний професор ХНМУ (2006).
- «Харків'янин року» (2002—2006).
- Нагороджена орденом «Украина — детям» за особистий внесок у захист дитинства та материнства, орденами «За трудовые достижения» IV ст., Княгині Ольги III ст. (1999), бронзовою медаллю «За достигнутые успехи в развитии народного хозяйства СССР», медаллю Української федерації учених «За вагомий внесок в розвиток вітчизняної науки» (2005 р.), відзнакою Харківської облдержадміністрації «Слобожанська слава», Всесвітньою медаллю Свободи (США, 2009).
- У 2007 році Ольгу Яківну названо Почесним громадянином міста Харкова.
- Почесна громадянка Харківської області (2016)[8].